# Saturazione (elettronica)
La saturazione elettronica è la condizione per cui la circolazione di corrente, in un componente elettronico, è limitata dai meccanismi di funzionamento del componente stesso. Ad esempio, la saturazione della corrente termoionica nelle valvole, quella di tensione di soglia nella giunzione dei transistor, oppure quella di induzione magnetica nei materiali ferromagnetici. 
Con saturazione si può indicare anche il fenomeno per cui un segnale elettrico alternato, non può eccedere una certa dinamica di valori massimi: saturazione di canale. Tuttavia, questo è più un termine parlato tecnicamente in ambito musicale, broadcast e simili (ad esempio). 

## Elettronica analogica

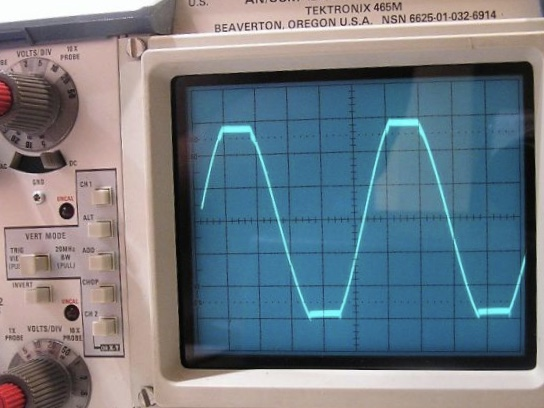
Un segnale sinusoidale in saturazione visualizzato su un oscilloscopio, è evidente la "tosatura" sulle porzioni del segnale eccedenti il range dinamico di alimentazione del circuito.

Qualunque stadio amplificatore limita la tensione del segnale in uscita, ad una ampiezza di picco-picco inferiore alla tensione con la quale viene alimentato. Ad esempio, il canale di un ipotetico amplificatore con guadagno 100 e tensione di alimentazione 12V (o +/- 6V), satura inserendo all'ingresso dei segnali di ampiezza (picco-picco) maggiore di 120 mV.

### Transistor BJT
Nel caso dei transistor BJT si definisce condizione di saturazione la condizione in cui il diodo base-collettore è polarizzato direttamente. In questo stato il transistor è fortemente in conduzione e la tensione tra collettore ed emettitore è molto bassa e sostanzialmente fissa (tale valore è caratteristico del particolare tipo di transistor e si definisce tensione collettore-emettitore di saturazione, spesso abbreviato in Vcesat).

## Elettronica digitale
Un segnale digitale rappresentato su N bit non può superare il valore di {\displaystyle (2^{N})-1}